# 麻骨
麻骨（印尼語：Bekut）是印度尼西亞西加里曼丹省三發縣直木港鎮下屬的村之一，位於該鎮東北部，北鄰三巴黎村，東接Seberkat村，南鄰麥覽拜村、Sejiram村，西隔三發河與打加冷鎮Rambayan村、打加冷村相望。

## 外部連結
- （印尼文）https://tebas.sambas.go.id/desa/desa-bekut